# Dillenburg
Dillenburg är en stad i förbundslandet Hessen i Tyskland. Den ligger längs med den tysk-nederländska semestervägen "Oraniervägen" som kopplar samman städer och platser som har med huset Oranien att göra. Staden har cirka 24 000 invånare.
Dillenburg nämndes för första gången i historiska dokument år 1254. Staden var huset Oraniens ursprungliga säte. Slottet Dillenburg byggdes uppe på en topp, som idag heter Schlossberg (tyska för Slottsberget), under sena 1200-talet eller tidiga 1300-talet. Det finns inga bilder på slottet då det byggdes i trä och förstördes tidigt.
Den troligen mest kända Dillenburgbon är Vilhelm I av Oranien, som organiserade det nederländska motståndet mot Spanien mellan 1567 och 1572, och ända fram till idag renderar detta faktum kungliga besök från det nederländska hovet.
År 1875 byggdes tornet Willhelmsturm på Schlossberg, det är idag stadens främsta landmärke.
Under 1800-talet fick staden järnvägsförbindelser och många järngruvor och metallindustrier grundades i området. Idag är somliga järnvägslinjer till staden nedlagda, och 1968 stängdes den sista gruvan i staden.